# 중국 신화

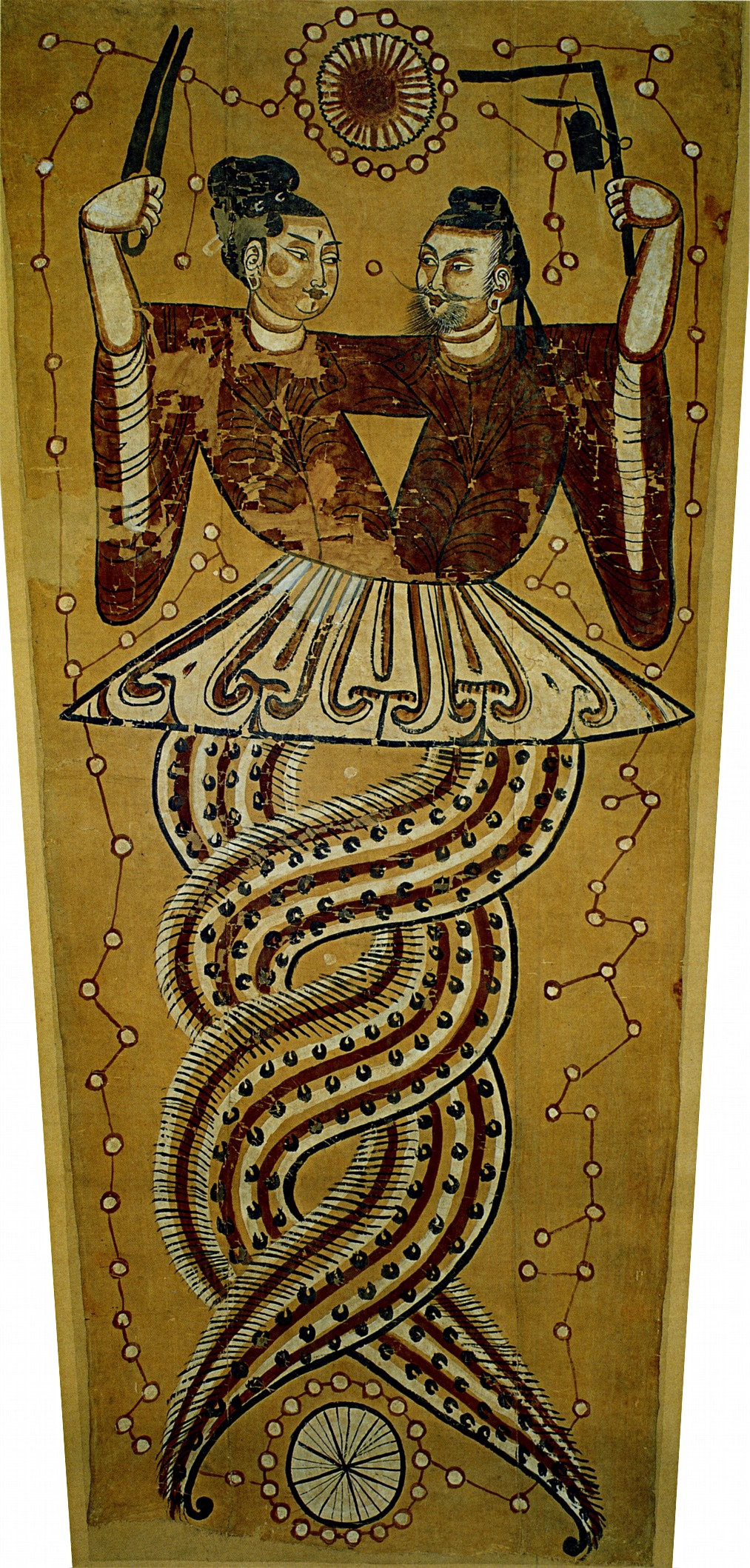

중국 신화 (中國神話)
다음은 중국의 신화 문학 작품 목록이다.
- 산해경
- 삼황오제
- 요순
- 혼둔
- 여와
- 마고
- 치우

## 같이 보기
- 서적
  - 역경
- 인물
  - 반호(盤瓠)
- 학문
  - 중국 신학
  - 중국 점성술
- 개천벽지
- 중국의 전설의 생물
- 팔괘